# Бакголтс (Техас)
Бакголтс (англ. Buckholts) — місто (англ. town) в США, в окрузі Майлем штату Техас. Населення — 365 осіб (2020).

## Географія
Бакголтс розташований за координатами 30°52′26″ пн. ш. 97°7′43″ зх. д. / 30.87389° пн. ш. 97.12861° зх. д. (30.873830, -97.128598).  За даними Бюро перепису населення США в 2010 році місто мало площу 3,43 км², уся площа — суходіл.

## Демографія
Згідно з переписом 2010 року, у місті мешкало 515 осіб у 172 домогосподарствах у складі 126 родин. Густота населення становила 150 осіб/км².  Було 224 помешкання (65/км²).
Расовий склад населення:
| - 75,1 % — білих - 2,7 % — корінних американців - 1,4 % — чорних або афроамериканців - 18,4 % — осіб інших рас |

До двох чи більше рас належало 2,3 %. Частка іспаномовних становила 45,0 % від усіх жителів.
За віковим діапазоном населення розподілялося таким чином: 33,0 % — особи молодші 18 років, 53,4 % — особи у віці 18—64 років, 13,6 % — особи у віці 65 років та старші. Медіана віку мешканця становила 30,3 року. На 100 осіб жіночої статі у місті припадало 106,0 чоловіків;  на 100 жінок у віці від 18 років та старших — 100,6 чоловіків також старших 18 років.
Середній дохід на одне домашнє господарство  становив 39 608 доларів США (медіана — 17 414), а середній дохід на одну сім'ю — 46 701 долар (медіана — 27 115). За межею бідності перебувало 55,4 % осіб, у тому числі 71,3 % дітей у віці до 18 років та 8,6 % осіб у віці 65 років та старших.
Цивільне працевлаштоване населення становило 116 осіб. Основні галузі зайнятості: освіта, охорона здоров'я та соціальна допомога — 25,9 %, роздрібна торгівля — 21,6 %, виробництво — 12,9 %, науковці, спеціалісти, менеджери — 12,1 %.